# Bukit Meuriam
Bukit Meuriam is een bestuurslaag in het regentschap Aceh Timur van de provincie Atjeh, Indonesië. Bukit Meuriam telt 128 inwoners (volkstelling 2010).